# Niilo Mäenpää
Niilo Mäenpää, född 14 januari 1998, är en finländsk fotbollsspelare som spelar för Halmstads BK och Finlands landslag.

## Karriär

### FC Hämeenlinna
Mäenpää började sin seniorkarriär med FC Hämeenlinna och gjorde sin professionella debut den 23 maj 2014 i en 1-0 hemmaseger i ligan över Tampereen-Viipurin Ilves-Kissat. Han blev inbytt och ersatte Juho Saarinen i den 68:e minuten.

### FC Haka
I januari 2015 flyttade Mäenpää till FC Haka. Han debuterade i ligan för klubben den 2 maj 2015 och spelade alla nittio minuter i en match som slutade 2-2 borta mot JJK. Han gjorde sitt första mål för klubben den 2 augusti 2015 i en 4-3 bortaseger i ligan över MP. Hans mål, som skedde i den 69:e minuten, resulterade i 4-1 till FC Haka.

### FC Inter Åbo
I november 2017 flyttade Mäenpää till Veikkausliiga -klubben FC Inter Åbo. Hans debut för klubben kom den 7 april 2018 i en 2-0 förlust mot VPS. Mäenpää spelade i 63 minuter innan han blev utbytt.

### IFK Mariehamn
Den 28 november 2019 bekräftades det att Mäenpää skulle ansluta till IFK Mariehamn från och med säsongen 2020. Han tecknade ett avtal till slutet av 2021. 

### Warta Poznań
Den 22 december 2021 skrev Mäenpää ett två och ett halvt års avtal med polska Ekstraklasa- klubben Warta Poznań, med start från 1 januari 2022.  Han släpptes av klubben i slutet av säsongen 2023–24.

### Halmstads BK
Den 15 juli 2024 tillkännagav den svenska klubben Halmstads BK värvningen av Mäenpää. Han gjorde sitt första allsvenska mål den 19 oktober, i en 3–1 hemmaseger mot Sirius.

## Privatliv
Mäenpääs tvillingbror Aapo är också en fotbollsspelare, som tillhör Ilves i Finland. De två spelade tillsammans under sina första år i FC Hämeenlinna och FC Haka, innan de återförenades i IFK Mariehamm i början av 2020.

## Karriärstatistik

### Klubb
| Klubb              | Säsong             | Liga               | Liga    | Liga | Nationell cup | Nationell cup | Internationell cup | Internationell cup | Övrigt  | Övrigt | Totalt  | Totalt |
| Klubb              | Säsong             | Division           | Matcher | Mål  | Matcher       | Mål           | Matcher            | Mål                | Matcher | Mål    | Matcher | Mål    |
| ------------------ | ------------------ | ------------------ | ------- | ---- | ------------- | ------------- | ------------------ | ------------------ | ------- | ------ | ------- | ------ |
| Hämeenlinna        | 2014               | Kakkonen           | 6       | 0    | —             | —             | —                  | —                  | —       | —      | 6       | 0      |
| Hämeenlinna        | Totalt             | Totalt             | 6       | 0    | —             | —             | —                  | —                  | —       | —      | 6       | 0      |
| Haka               | 2015               | Ykkönen            | 18      | 1    | 2             | 0             | —                  | —                  | —       | —      | 20      | 1      |
| Haka               | 2016               | Ykkönen            | 23      | 2    | 3             | 0             | —                  | —                  | —       | —      | 26      | 2      |
| Haka               | 2017               | Ykkönen            | 25      | 1    | 5             | 5             | —                  | —                  | —       | —      | 30      | 6      |
| Haka               | Totalt             | Totalt             | 66      | 4    | 10            | 5             | —                  | —                  | —       | —      | 76      | 9      |
| Inter Turku        | 2018               | Veikkausliiga      | 17      | 0    | 4             | 0             | —                  | —                  | —       | —      | 21      | 0      |
| Inter Turku        | 2019               | Veikkausliiga      | 21      | 1    | 7             | 0             | 1                  | 0                  | —       | —      | 29      | 1      |
| Inter Turku        | Totalt             | Totalt             | 38      | 1    | 11            | 0             | 1                  | 0                  | —       | —      | 50      | 1      |
| IFK Mariehamn      | 2020               | Veikkausliiga      | 21      | 0    | 4             | 0             | —                  | —                  | —       | —      | 25      | 0      |
| IFK Mariehamn      | 2021               | Veikkausliiga      | 26      | 2    | 3             | 0             | —                  | —                  | —       | —      | 29      | 2      |
| IFK Mariehamn      | Totalt             | Totalt             | 47      | 2    | 7             | 0             | —                  | —                  | —       | —      | 54      | 2      |
| Warta Poznań       | 2021–22            | Ekstraklasa        | 12      | 0    | —             | —             | —                  | —                  | —       | —      | 12      | 0      |
| Warta Poznań       | 2022–23            | Ekstraklasa        | 31      | 0    | 2             | 0             | —                  | —                  | —       | —      | 33      | 0      |
| Warta Poznań       | 2023–24            | Ekstraklasa        | 24      | 0    | 3             | 0             | —                  | —                  | —       | —      | 27      | 0      |
| Warta Poznań       | Totalt             | Totalt             | 67      | 0    | 5             | 0             | —                  | —                  | —       | —      | 72      | 0      |
| Halmstad           | 2024               | Allsvenskan        | 14      | 1    | 1             | 0             | —                  | —                  | —       | —      | 15      | 1      |
| Halmstad           | 2025               | Allsvenskan        | 0       | 0    | 1             | 2             | –                  | –                  | –       | –      | 1       | 2      |
| Halmstad           | Totalt             | Totalt             | 14      | 1    | 2             | 2             | 0                  | 0                  | 0       | 0      | 16      | 3      |
| Totalt i karriären | Totalt i karriären | Totalt i karriären | 238     | 8    | 35            | 7             | 1                  | 0                  | —       | —      | 274     | 15     |

1. ↑  Inkluderar matcher i Finlands cup, Polska cupen och Svenska cupen
2. ↑  Match i Uefa Europa League

### Landslag
| Landslag | År     | Tävling | Tävling | Vänskapsmatch | Vänskapsmatch | Totalt  | Totalt |
| Landslag | År     | Matcher | Mål     | Matcher       | Mål           | Matcher | Mål    |
| -------- | ------ | ------- | ------- | ------------- | ------------- | ------- | ------ |
| Finland  | 2022   | 0       | 0       | 2             | 0             | 2       | 0      |
| Finland  | 2023   | 0       | 0       | 1             | 0             | 1       | 0      |
| Finland  | 2024   | 0       | 0       | 1             | 0             | 1       | 0      |
| Totalt   | Totalt | 0       | 0       | 4             | 0             | 4       | 0      |